# Interloire
Pour les articles homonymes, voir Interloire (homonymie).
Interloire (ou TER 200 Interloire) est une ligne TER Centre-Val de Loire (Rémi) et Pays de la Loire (Aléop) reliant Orléans à Nantes (et au Croisic le week-end), en passant notamment par Blois, Saint-Pierre-des-Corps, Saumur et Angers.
Cette liaison sur ligne classique emprunte la section Orléans - Tours de la ligne de Paris-Austerlitz à Bordeaux-Saint-Jean, avant de rejoindre la ligne de Tours à Saint-Nazaire en gare de Saint-Pierre-des-Corps.
L'électrification en 1 500 V continu, entre Orléans et Tours, et 25 kV – 50 Hz, sur le reste de la ligne (de Tours au Croisic), le tracé très favorable, ainsi que l'absence de passages à niveau sur la ligne (à l'exception notable de la portion de ligne entre Tours et Angers) font d'Interloire l'une des rares dessertes TER, avec le TER 200 alsacien et les Rémi Express (ex-Intercités en Centre-Val de Loire), à s'effectuer à la vitesse de 200 km/h.

## Résumé chronologique
- 25 septembre 1994 : mise en service avec BB 22200 et un parc de 10 voitures spécifiques + 2 Corails
- septembre 1997 : les BB 26000 de Villeneuve-Saint-Georges remplacent les BB 22200 de Rennes
- 1998 : 3 voitures spécifiques sont ajoutés au parc, retrait des voitures Corail[1]
- 15 juin 2003 : création d'un aller-retour le dimanche matin
- de 2005 à 2007 : rénovation des 13 voitures
- été 2011 : lancement du service « La Loire à Vélo »[2]
- 11 décembre 2011 : suppression des arrêts non systématiques entre Angers et Orléans[3]
- 28 août 2017 : desserte systématique de Tours et les automotrices Z 21500 (Z TER) remplacent les rames tractées[4],[5]
- 9 juin 2018 : les Z 56500 (Regio 2N) remplacement les Z 21500[6]

## Desserte
L'offre Interloire se compose de 3 allers-retours entre Nantes et Orléans en semaine (matin, midi et soir), et 2 les samedis et dimanches (matin et soir). Le vendredi soir, le samedi (pour tous les trains) et le dimanche, certains trains sont amorcés ou prolongés jusqu'au Croisic.
Le tableau ci-dessous présente la liste des gares desservies par les trains Interloire ainsi que les correspondances proposées.
|  |   |  | Gare                        | Dép. | Correspondances ferroviaires                                                                                        |
|  | - |  | --------------------------- | ---- | --- |
|  | o |  | Orléans                     | 45   | TER Centre-Val de Loire, tramway d'Orléans                                                                          |
|  | o |  | Meung-sur-Loire             | 45   | TER Centre-Val de Loire                                                                                             |
|  | o |  | Beaugency                   | 45   | TER Centre-Val de Loire                                                                                             |
|  | o |  | Mer                         | 41   | TER Centre-Val de Loire                                                                                             |
|  | o |  | Blois - Chambord            | 41   | Ouigo Train Classique, TER Centre-Val de Loire                                                                      |
|  | o |  | Onzain - Chaumont-sur-Loire | 41   | TER Centre-Val de Loire                                                                                             |
|  | o |  | Amboise                     | 37   | TER Centre-Val de Loire                                                                                             |
|  | o |  | Montlouis                   | 37   | TER Centre-Val de Loire                                                                                             |
|  | o |  | Saint-Pierre-des-Corps      | 37   | TGV inOui, Ouigo, Ouigo Train Classique, Intercités, TER Centre-Val de Loire                                        |
|  | o |  | Tours                       | 37   | TGV inOui, TER Centre-Val de Loire, tramway de Tours                                                                |
|  | o |  | Saumur                      | 49   | TGV inOui, Ouigo Train Classique, Intercités, TER Pays de la Loire, TER Centre-Val de Loire, TER Nouvelle-Aquitaine |
|  | o |  | Angers-Saint-Laud           | 49   | TGV inOui, Ouigo, Ouigo Train Classique, Intercités, TER Pays de la Loire, tramway d'Angers                         |
|  | o |  | Ancenis                     | 44   | TGV inOui, TER Pays de la Loire                                                                                     |
|  | o |  | Nantes                      | 44   | TGV inOui, Ouigo, Ouigo Train Classique, Intercités, TER Pays de la Loire, tram-train de Nantes, tramway de Nantes  |
|  | o |  | Savenay                     | 44   | TER Pays de la Loire                                                                                                |
|  | o |  | Saint-Nazaire               | 44   | TGV inOui, TER Pays de la Loire                                                                                     |
|  | o |  | Pornichet                   | 44   | TGV inOui, TER Pays de la Loire                                                                                     |
|  | o |  | La Baule-les-Pins           | 44   | TER Pays de la Loire                                                                                                |
|  | o |  | La Baule-Escoublac          | 44   | TGV inOui, TER Pays de la Loire                                                                                     |
|  | o |  | Le Pouliguen                | 44   | TGV inOui, TER Pays de la Loire                                                                                     |
|  | o |  | Batz-sur-Mer                | 44   | TER Pays de la Loire                                                                                                |
|  | o |  | Le Croisic                  | 44   | TGV inOui, TER Pays de la Loire                                                                                     |

### Mise en service
Faisant suite aux volontés des régions Centre et Pays de la Loire de relier rapidement et sans changement les grandes agglomérations situées le long de la Loire, le TER Interloire est mis en service le 25 septembre 1994, à l'occasion du passage aux horaires d'hiver 1994-1995.
En semaine, le service se composait de 3 allers-retours entre Nantes et Orléans qui desservaient Angers-Saint-Laud, Saumur, Saint-Pierre-des-Corps et Blois. Ces trains circulaient le matin, le midi et le soir et se croisaient dans le Saumurois. Une exception, le train partant d'Orléans le soir desservait également la gare d'Ancenis. Le vendredi, ce même train était avancé d'une heure (sans desservir Ancenis) et prolongé jusqu'au Croisic. Le parcours était établi exactement en 2 heures 30 minutes pour tous ces trains. Entre Saint-Pierre-des-Corps et Nantes, un aller-retour a remplacé un TER qui desservait en plus la gare d'Ancenis et un autre aller-retour a remplacé un train Corail Nantes – Lyon (dont celui qui partait de Nantes desservait également la gare d'Ancenis) qui a été amorcé ou limité à Tours, avec possibilité de correspondance à Saint-Pierre-des-Corps. Seul le troisième aller-retour correspondait réellement à une nouvelle offre entre ces deux gares.
Le samedi, deux aller-retour étaient proposés entre Nantes et Orléans (le matin et le soir). Le train impair du matin (partant d'Orléans) desservait en plus les gares de Langeais, Port-Boulet, La Ménitré et Ancenis. Son retour du soir (partant de Nantes) en faisait de même. L'aller-retour du matin était prolongé ou amorcé au Croisic. Le train du matin a remplacé entre Nantes et Saint-Pierre-des-Corps, comme en semaine, un train Corail ; celui du soir a remplacé entre Angers et Tours un TER desservant les mêmes gares. Dans l'autre sens, le train du matin a remplacé entre Tours et Nantes un TER desservant les mêmes gares, ce qui explique la desserte de plus nombreuses gares qu'en semaine. Celui du soir était une création sur ce même parcours. Le temps de parcours entre Nantes et Orléans est toujours de 2 heures 30 minutes exactement pour l'aller-retour ne desservant pas de gares supplémentaires, 2 heures 42 minutes ou 2 heures 44 minutes pour l'autre aller-retour.
Le dimanche, un aller-retour circulait le soir : du Croisic à Orléans dans un sens (remplaçant un TER entre Nantes et Tours), d'Orléans à Nantes dans l'autre (création). Une fois encore, il faut exactement 2 heures 30 minutes pour relier Nantes à Orléans pour ces deux trains.

### Évolution de la desserte
Dès le service horaire suivant (été 1995, à partir du 28 mai), l'arrêt en gare d'Ancenis est rétabli sur le train de semaine qui avait remplacé le TER entre Nantes et Tours (train partant de Nantes le soir) avec rallongement de 3 minutes du temps de trajet. Les deux aller-retour (qui ne desservent donc pas Ancenis) sont accélérés de 5 minutes, ce qui réduit le temps de trajet entre Nantes et Orléans à 2 heures 25 minutes. Cela est dû à la fin de travaux entre Angers et Nantes.
Le train circulant entre Nantes et Orléans le samedi soir a été amorcé au Croisic par la simple fusion du TER circulant auparavant entre Le Croisic et Nantes et de l'Interloire entre Nantes et Orléans. Comme en semaine, tous les trains du week-end sont accélérés de 2 à 5 minutes.
Le 1er juin 1997, le train Interloire du samedi soir, circulant du Croisic à Orléans est décalé de 3 heures (départ à 18 h 48 au lieu de 15 h 54). Il est toujours possible de faire le trajet dans l'horaire abandonné grâce au croisement des horaires de l'Interloire avec un TER entre Le Croisic et Nantes, puis trajet en TGV de Nantes à Angers et par TER semi-omnibus entre Angers et Tours et enfin par TER semi-direct. Le trajet prend 1 heure de plus. L'Interloire ainsi retardé ne remplace aucun train entre Nantes et Orléans. Il offre une nouvelle possibilité de retourner sur Orléans plus tardivement. La desserte des gares intermédiaires est inchangée.
Le 30 mai 1999, le cadencement de la relation TGV entre Nantes et Paris n'a que très peu d'impact sur les horaires de l'Interloire. Le seul véritable changement réside dans l'avancement de 15 minutes du train du soir Nantes – Orléans et au report de son origine à Saint-Nazaire (départ à 17 h 7). En réalité, la rame de l'Interloire était déjà utilisée dans exactement le même horaire au départ de Saint-Nazaire : officiellement, ce n'était pas le même train, mais en réalité, aucun changement de train n'était nécessaire pour le voyageur. L'acheminement de la rame de Nantes à Saint-Nazaire se faisait le midi, juste après l'arrivée en provenance d'Orléans, par un TER. La fusion des deux derniers trains cités aura lieu un an plus tard, au 28 mai 2000.
Dernière grande évolution, à partir du 15 juin 2003, l'Interloire du samedi soir est prolongé jusqu'au Croisic dans exactement le même horaire que le train du vendredi soir. Enfin, un aller-retour est créé le dimanche matin, du Croisic à Orléans : dans le sens Orléans – Le Croisic, le train circule dans le même horaire que le samedi et remplace un TER de Tours au Croisic. Dans l'autre sens, le train est entièrement nouveau, et propose une desserte des gares intermédiaires inédite : entre Nantes et Orléans, il dessert, outre les gares habituelles, Ancenis, Port-Boulet, Langeais et Amboise (La Ménitré qui aurait été fort logiquement desservie, est ignorée). Pour proposer un retour le soir depuis Amboise, qui voit pour la première fois l'Interloire s'arrêter dans sa gare, l'Interloire du dimanche soir, dont l'horaire est resté inchangé depuis sa création, marque un arrêt supplémentaire à Amboise, en partant 4 minutes plus tôt d'Orléans.

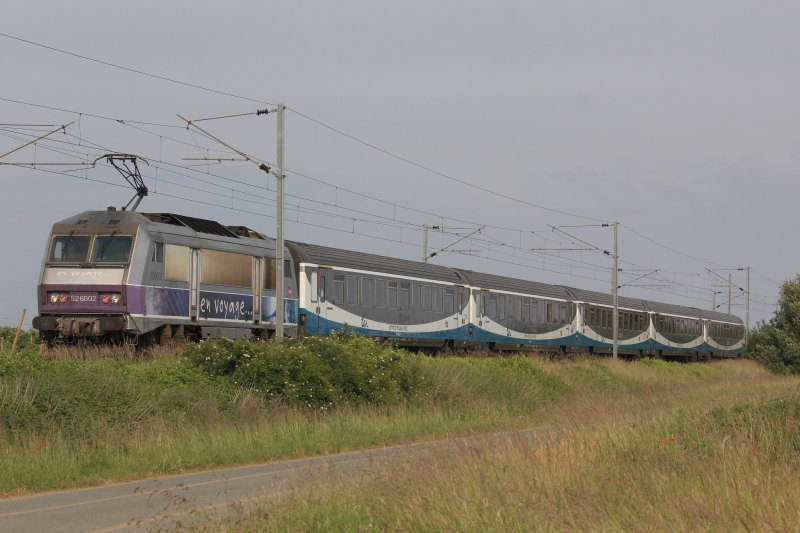
Un Interloire en composition de base en 2011 : 5 voitures Corail Interloire rénovées, BB 26002 en livrée « en voyage » en tête.

Pour le « service annuel 2009 » valable à partir du 14 décembre 2008, à la faveur de la re-création le samedi matin d'un Intercités Nantes – Lyon (auparavant limité au parcours de Tours à Lyon) dans l'horaire de l'Interloire Le Croisic – Orléans, ce dernier voit son horaire retardé d'une heure et demie en reprenant l'horaire de l'Interloire du dimanche matin. Entre Le Croisic et Nantes, l'opération est « blanche », par une simple inversion d'horaire entre l'Interloire et un TER, ce dernier proposant à Nantes la correspondance avec le Nantes – Lyon ainsi recréé. Entre Saint-Pierre-des-Corps et Orléans, l'Interloire circule dans l'horaire d'un Aqualys Tours – Paris qui voit son origine reportée à Orléans, permettant la correspondance entre ce nouvel horaire de l'Interloire et l'Aqualys. L'ancien horaire de l'Interloire n'est pas remplacé sur ce dernier parcours : il circulait moins de vingt minutes derrière un Aqualys Tours – Paris.
Le 4 juillet 2010, l'Interloire Saint-Nazaire – Orléans voit son horaire échangé avec un TER entre Saint-Nazaire et Nantes. Le départ de Saint-Nazaire passe de 17h04 à 17h36, l'heure de départ de Nantes étant inchangée : auparavant omnibus sur ce trajet, l'Interloire ne dessert plus que Savenay (soit 9 arrêts de moins). La situation est donc désormais plus logique, l'utilisation de la rame tractée de l'Interloire en régime omnibus n'était pas très pertinente. De plus, dans la situation précédente, l'Interloire stationnait 18 minutes en gare de Nantes, contre trois avec cette nouvelle combinaison.
Pour finir, le 12 décembre 2010, son pendant impair, l'Interloire Orléans – Saint-Nazaire voit les arrêts entre Nantes et Saint-Nazaire supprimés sauf Savenay (soit 6 arrêts de moins) et gagne quinze minutes sur ce trajet. La desserte des arrêts supprimés est reportée sur le TER qui circule 43 minutes plus tôt (à 13h12) et qui ne desservait que Savenay. Là aussi, la situation est désormais plus logique. L'Interloire stationne cependant toujours 18 minutes (de 13h37 à 13h55) en gare de Nantes.
Durant l'été 2011, pour faire face à la forte demande de transport de vélos, et à la suite de l'ajout d'une voiture-fourgon spéciale pouvant accueillir des vélos, les horaires de trois des quatre aller-retour du week-end ont été fortement ralentis pour faire face aux stationnements prolongés en gare (jusqu'à 22 minutes de temps de trajet supplémentaire).
Avant le cadencement de 2012, l'offre en 2011 était la suivante :

Trois allers-retours chaque jour de la semaine entre Nantes et Orléans, dont un aller-retour est prolongé à Saint-Nazaire. Chaque train dessert les gares d'Angers-Saint-Laud, Saumur, Saint-Pierre-des-Corps et Blois. L'aller-retour du soir dessert en plus la gare d'Ancenis. La gare de Savenay est desservie par l'aller-retour Saint-Nazaire. Le vendredi, l'Interloire Orléans - Nantes du soir est avancé d'une heure, ne dessert pas Ancenis et est prolongé jusqu'au Croisic.

Le samedi, il n'y a que deux allers-retours entre Orléans et Le Croisic (le matin et le soir). L'aller retour du matin et le train circulant entre Le Croisic et Orléans le soir desservent en plus entre Nantes et Orléans les gares d'Ancenis, La Ménitré (sauf pour celui du matin vers Orléans), Port-Boulet, Langeais et Amboise (uniquement le matin, vers Orléans). La desserte des gares intermédiaires entre Nantes et Le Croisic est différente pour chaque train et n'obéit pas réellement à une logique.

Le dimanche, il y a aussi deux allers-retours (le matin et le soir) : deux trains circulent entre Le Croisic et Orléans, un entre Orléans et Le Croisic (le matin) et un entre Orléans et Nantes (le soir). L'aller-retour du matin dessert en plus entre Nantes et Orléans les gares d'Ancenis, La Ménitré (sauf pour celui du matin vers Orléans), Port-Boulet et Langeais. Le train circulant entre Le Croisic et Orléans le matin et son retour le soir (Orléans – Nantes) desservent également la gare d'Amboise.

### Le cadencement en 2012
Le 11 décembre 2011, les horaires de nombreux TER sont cadencés. C'est le cas de ceux de la région Centre. En revanche, la région Pays de la Loire n'a pas souhaité l'appliquer dans l'immédiat, préférant attendre la perspective de l'ouverture de la LGV Bretagne-Pays de la Loire. En conséquence, l'Interloire étant à cheval sur ces deux régions, voit les horaires de ses allers-retours, au nombre inchangé de trois chaque jour de la semaine et deux les samedis et dimanches, « cadencés » sur une partie de son trajet (d'Orléans à Angers), et pas sur le reste : en gare d'Orléans, les départs ont tous lieu à H+07 minutes et les arrivées se font toutes à H+53 minutes. Ces modifications d'horaires se traduisent principalement par le décalage d'une vingtaine de minutes de l'aller-retour du matin en semaine et le Orléans – Le Croisic du vendredi soir est calé dans le même horaire que la semaine, mais toujours sans desservir Ancenis. Les deux autres allers-retours de semaine étant déjà dans des horaires très proches de ceux désormais cadencés. D'Orléans à Angers, seules les gares de Blois, Saint-Pierre-des-Corps et Saumur sont desservies. La desserte de gares supplémentaires le week-end est donc abandonnée, sans compensation (à l'exception de la desserte d'Amboise du dimanche soir vers Nantes, pour un voyageur,). Au-delà d'Angers, vers Nantes et Le Croisic, dans les deux sens, des suppressions d'arrêts ont été réalisées, notamment au-delà de Nantes, mais sans politique rigoureuse de cadencement (certains trains ne s'arrêtent plus qu'à Ancenis ou Savenay, mais pas tous).

### La fin du cadencement dès 2013
Le cadencement presque strict de cette relation n'aura duré qu'une année avec le décalage horaire d'un train et des arrêts supplémentaires sur une partie d'entre eux pour les horaires du service annuel 2013 valable à partir du 9 décembre 2012 :
- Le train de mi-journée circulant d'Orléans à Saint-Nazaire est retardé d'environ 20 minutes et le temps de parcours est rallongé de 18 minutes et marque désormais l'arrêt à Ancenis[13] ;
- Un arrêt à Ancenis est créé également sur les deux premiers trains à destination d'Orléans en semaine[13] et le soir vers Nantes les vendredis et samedis, ce qui fait désormais qu'Ancenis est desservi par tous les Interloire sauf celui du matin en semaine et ceux du dimanche soir ;
- Un arrêt à Beaugency est créé sur deux trains en semaine (permettant de passer la journée à Orléans)[13] ;
- Un arrêt à Amboise est créé (en sus de celui du dimanche soir, maintenu) sur deux des trois trains à destination d'Orléans en semaine[13].

En 2014, les trains qui ne s'arrêtaient pas encore en gare d'Amboise et de Beaugency y marquent désormais. Un arrêt supplémentaire à Ancenis est observé par l'Orléans – Nantes du dimanche soir. Ce qui fait que tous les trains Interloire marquent l'arrêt à Beaugency, Amboise et Ancenis (sauf un train en semaine et un le dimanche pour cette dernière). En 2015, un arrêt supplémentaire est marqué à Savenay sur le train Orléans - Le Croisic du vendredi soir.

### Desserte en période de grève
Lors des grèves, en semaine, l'Interloire du matin et celui du soir sont parmi les derniers trains supprimés. Pour compenser la suppression totale des navettes ferroviaires entre les gares de Tours et de Saint-Pierre-des-Corps durant ces périodes, ils desservent Tours. Pour limiter le retard ainsi créé de dix à quinze minutes (mais également pour éviter que cela nécessite un agent de manœuvre probablement pas disponible en période de grève) ils sont assurés le plus souvent avec deux Z 21500 accouplées au lieu du matériel tracté Interloire habituel.

### 2014
À partir de 2014, entre Orléans et Nantes, chaque train dessert les gares de Beaugency, Blois, Amboise, Saint-Pierre-des-Corps, Saumur, Angers-Saint-Laud et Ancenis. Lorsque les trains sont prolongés au-delà de Nantes, vers Saint-Nazaire ou Le Croisic, ils desservent également les gares de Saint-Nazaire, Le Pouliguen, La Baule-Escoublac, Pornichet et parfois Savenay et Batz-sur-Mer.
L'offre proposée est de trois allers-retours chaque jour de la semaine entre Orléans et Nantes (du lundi au vendredi, hors jours fériés, répartis le matin, le midi et le soir), dont l'aller du matin ne dessert pas Ancenis et dont un aller-retour est prolongé à Saint-Nazaire desservant Savenay (dans un seul sens),. Le vendredi soir, l'Interloire Orléans – Nantes est prolongé jusqu'au Croisic avec desserte de Savenay,. Le samedi, il y a deux aller-retour entre Orléans et Le Croisic (le matin et le soir). Le soir, Savenay n'est pas desservi vers Orléans,. Le dimanche, il y a aussi deux allers-retours (le matin et le soir) entre Le Croisic et Orléans. Le soir, Savenay et Ancenis ne sont pas desservis vers Orléans et dans l'autre sens, le train est limité à Nantes,.

### 2017
À partir du 2 juillet 2017, à l'occasion de la refonte des horaires due à la mise en service de la LGV Bretagne-Pays de la Loire et de la LGV Sud Europe Atlantique, les trois aller-retours de semaine sont limités au parcours d'Orléans à Nantes. Le vendredi soir, l'Interloire Orléans – Nantes est toujours prolongé jusqu'au Croisic. Les samedis et dimanches, l'offre reste inchangée.
Concernant la politique des arrêts intermédiaires, à partir du 2 juillet 2017, les mêmes gares sont désormais desservies par tous les trains sans exception (Beaugency, Blois, Amboise, Saint-Pierre-des-Corps, Saumur, Angers-Saint-Laud, Ancenis et au-delà de Nantes : Savenay, Saint-Nazaire, Pornichet, La Baule-les-Pins, La Baule-Escoublac, Le Pouliguen, Batz-sur-Mer et Le Croisic). À l'occasion du retrait des rames tractées, à partir du 28 août 2017, tous les trains desservent en plus la gare en cul-de-sac de Tours. En contrepartie, certains arrêts à Beaugency et Amboise sont supprimés.

### 2022-2025
Depuis le 11 décembre 2022, toutes les gares auparavant desservies le sont désormais systématiquement ; s'ajoutent en outre celles d'Onzain - Chaumont-sur-Loire (pour la plupart des trains) et de Montlouis (pour un seul train, reliant Orléans à Nantes en semaine).

## Dessertes connexes
La création de la relation Interloire par les Régions Centre et Pays de la Loire était notamment motivée par l'absence de trains directs sur cette relation. Une correspondance systématique était nécessaire à Tours ou Saint-Pierre-des-Corps. Pourtant, au « service annuel 2009 » valable à partir du 14 décembre 2008, une nouvelle relation sans changement entre Nantes et Orléans fut créée en semaine : elle partait à 16h30 de Nantes et dessert les mêmes gares que l'Interloire, plus Tours ; grâce à l'usage d'automotrices Z 21500. Cette nouvelle relation n'était en réalité que la mise bout à bout d'un TER entre Nantes et Tours (qui continuait au-delà de Tours, jusqu'à Nevers) et d'un Aqualys Tours – Orléans. La correspondance était toujours possible à Tours pour se rendre jusqu'à Nevers grâce à la mise en place d'un TER au long cours Tours – Dijon. Ce nouveau train Nantes – Orléans fut numéroté dans la même tranche que les trains Interloire (no 860020, sauf le vendredi : no 14410) mais n'était logiquement pas estampillé Interloire puisqu'il n’était pas assuré avec le matériel du même nom. Ce train n'a pas survécu au cadencement et rentra dans le rang en étant limité à Tours à partir du 11 décembre 2011, avec toujours possibilité de correspondance dans les mêmes horaires vers Orléans et vers Nevers (et non plus Dijon).
Il n'a existé qu'une seule relation par semaine permettant de rallier Les Aubrais ou Blois à Saumur, Angers ou Nantes au moment où a été créé l'Interloire : il s'agissait d'un train digne de l'époque du PO qui effectuait le parcours Quimper – Paris-Austerlitz via Nantes et Les Aubrais le dimanche soir (départ à 16h00, desservant Nantes vers 18h45 et Les Aubrais vers 21h39). Il a circulé pour la dernière fois le 6 décembre 2004 sous le numéro 4038. Il était à réservation recommandée et était composé de voitures Corail + utilisées pour le service Aqualys. Lors de sa suppression, ce train fut remplacé par un TER entre Quimper et Nantes et par un autre TER entre Nantes et Tours, tous deux assurés par des Z 21500. Aucune compensation pour le reste du trajet, puisque ce train circulait dix minutes derrière un Aqualys qui a vu son horaire retardé pour permettre la correspondance à Tours avec le TER venant de Nantes.

## Matériel roulant

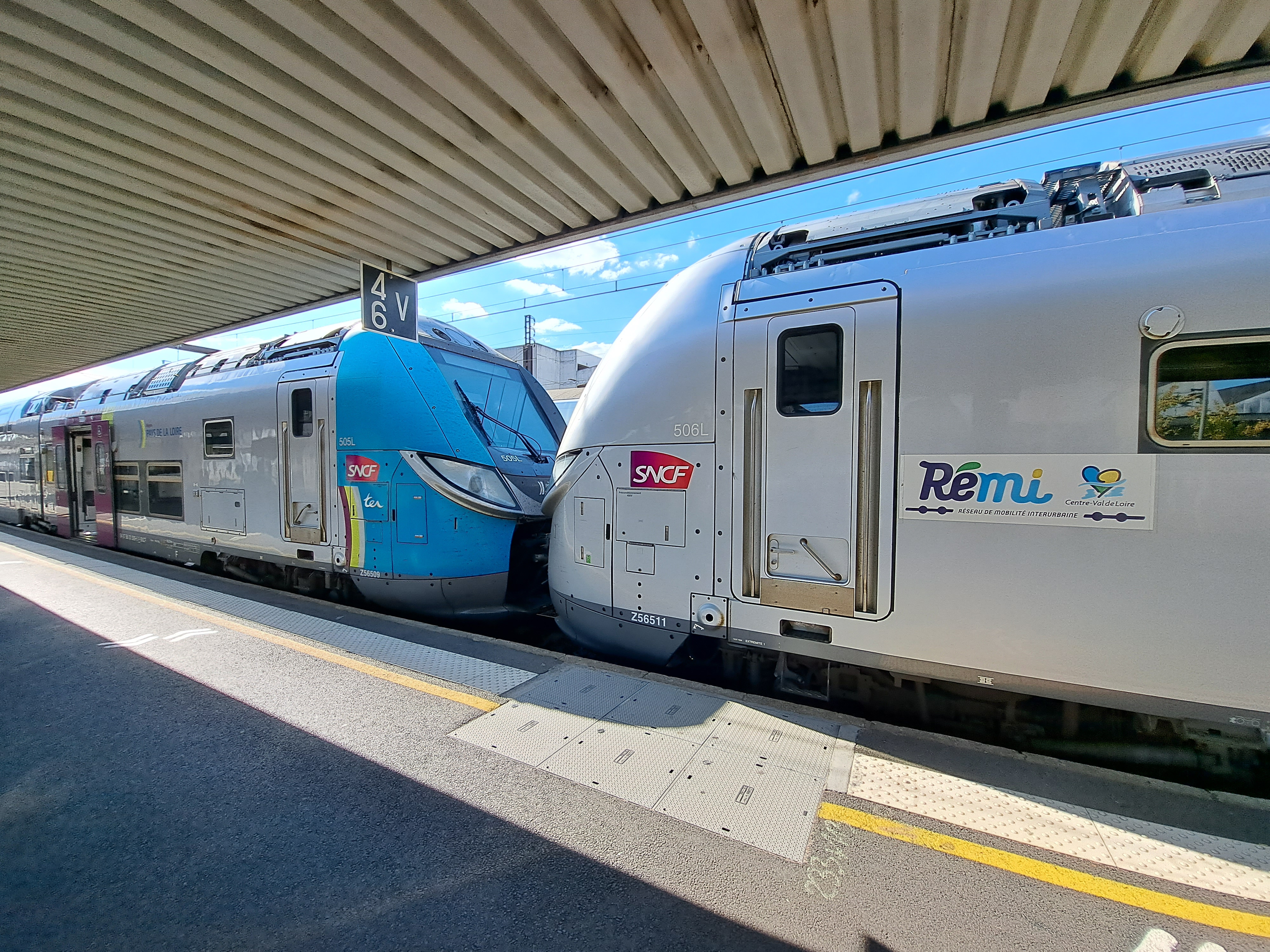
Rames Regio 2N en Unité multiple sur l'Interloire Orléans - Nantes en gare de Saint-Pierre-des-Corps en 2022.

Depuis le 9 juin 2018, les trains Interloire sont assurés par des Z 56500 (Regio 2N) autorisés à rouler jusqu'à 200 km/h. Auparavant, ils étaient tractés par des BB 26000 et entraînant cinq voitures Corail en semaine, six ou sept du vendredi au lundi.

### Matériel roulant utilisé
Tous les Interloires sont assurés par des automotrices électriques Z 56500, dit Regio 2N, aptes à 200 km/h.
Les Regio 2N sont de type L (soit 110 mètres de long et 8 caisses). Elles portent un numéro d'exploitation dans la série 500 L. Une rame se compose de la façon suivante :
- 1 caisse d'extrémité (avec cabine de conduite) à un niveau avec double-porte d'accès, aménagement et toilettes PMR ;
- 1 caisse à 2 niveaux ;
- 1 caisse à 1 niveau avec 2 double-portes d'accès, 1 toilette et 3 emplacements pour vélo ;
- 1 caisse à 2 niveaux ;
- 1 caisse à 1 niveau avec 2 double-portes d'accès, 1 toilette et 3 emplacements pour vélo ;
- 1 caisse à 2 niveaux ;
- 1 caisse à 1 niveau avec 2 double-portes d'accès, 1 toilette et 3 emplacements pour vélo ;
- 1 caisse d'extrémité (avec cabine de conduite) à 2 niveaux avec double-porte d'accès.

L'aménagement est de type régional avec une disposition des sièges en 2+2. Une rame comporte 383 places en seconde classe, 42 en première et 76 strapontins, soit un total de 501 places assises. Elles sont équipées de la vidéosurveillance et du comptage des voyageurs au niveau des portes.
Achetées au nombre de 13 par la région Pays de la Loire en 2012, 2 rames sont revendues à la région Centre-Val de Loire pour 24,8 millions d'euros. 6 rames (501 à 507, sauf la 502) sont livrées en juin 2018 pour la mise en service de ce nouveau matériel sur la ligne. Les rames appartenant à la région Centre-Val de Loire sont les 506 et 507.
Les Regio 2N peuvent être adaptés au service Loire à vélo, avec un aménagement spécial « Jumbo vélo » qui, pour 3 millions d'euros, consiste à supprimer 84 places assises pour y aménager 41 emplacements à vélos supplémentaires durant la période estivale,. 17 emplacements sont aménagés dans la salle basse de la caisse d'extrémité à 2 niveaux. Si tous les emplacements sont en libre service, ceux de la salle basse sont gérés par du personnel spécifique. Cinq rames sont concernées, pouvant circuler en unité double lors des pics d'affluence, cependant, dans ce cas, seule l'une des deux salles basses est gérée par du personnel spécifique (l'autre est donc fermée), offrant 83 emplacements pour vélos. Les Regio 2N assurent la desserte de l'Interloire en version « Jumbo vélo » chaque été de juin à septembre.

### Ancien matériel roulant
De sa mise en service le 25 septembre 1994 jusqu'au 27 août 2017, les trains Interloire sont assurés par des rames tractées aptes à 200 km/h.

#### Locomotives
À la mise en service, les trains Interloire sont tractés par des BB 22200 du dépôt de Rennes aptes à rouler à 200 km/h. Il s'agissait alors des BB 22278 et 22351 à 22357, soit huit machines, qui avaient perdu quasiment l'utilité du V200 depuis la mise en service du TGV Atlantique le 24 septembre 1989. Au cours de l'année 1995, les BB 22200 surnommées « Yellow-Submachines » qui ont pallié le retard de livraison des Class 92 en tirant les premiers trains de fret en UM sous la Manche, une fois libérées de cette tâche originale, sont mutées à Rennes. Les machines menantes de ces UM (les 22379, 22399, 22401, 22403 et 22405 dites « TTU ») étaient équipées de la TV430 du fait de leur utilisation spéciale. Elles ont été équipées des bogies V200 des machines V200 de ce dépôt, afin de profiter à la fois du V200 et de la TVM 430 ainsi que les autres non équipées de la TVM430. Le nez jaune de ces machines, qui leur a valu ce surnom, n'a pas été déposé immédiatement, ce qui fait que l'on a pu voir l'Interloire tiré par ces nez jaunes.
Lorsqu'en septembre 1997, le Sernam augmente son service de transport de petits colis en créant des trains V200 sur LGV, les machines V200 et équipées de la TVM430 sont logiquement réquisitionnées pour ce service et sont mutées à Villeneuve. Ce sont alors des BB 26000 du dépôt de Lens qui reprennent à leur charge tous les trains Interloire. Avant que le dépôt Lensois ne perde toutes ses BB 26000 en décembre 2003, quelques BB 26000 sont mutées à Villeneuve-Saint-Georges et c'est ce dépôt qui reprend les trains Interloire. Lors de la répartition par activité, les BB 26001, 26002 et 26003 ont été théoriquement affectées à l'activité TER (deux pour la Région Centre, une pour la Région des Pays de la Loire, ceci étant défini en fonction des kilométrages parcours sur chaque région). Les deux premières ayant été révisées à mi-vie récemment, elles ont perdu leur livrée orange d'origine qui ne s'associait pas réellement avec celles de l'Interloire et ont reçu la livrée « en voyage ». Il n'est plus rare de voir une telle livrée en tête de l'Interloire de nos jours.

#### Voitures

##### Mise en service

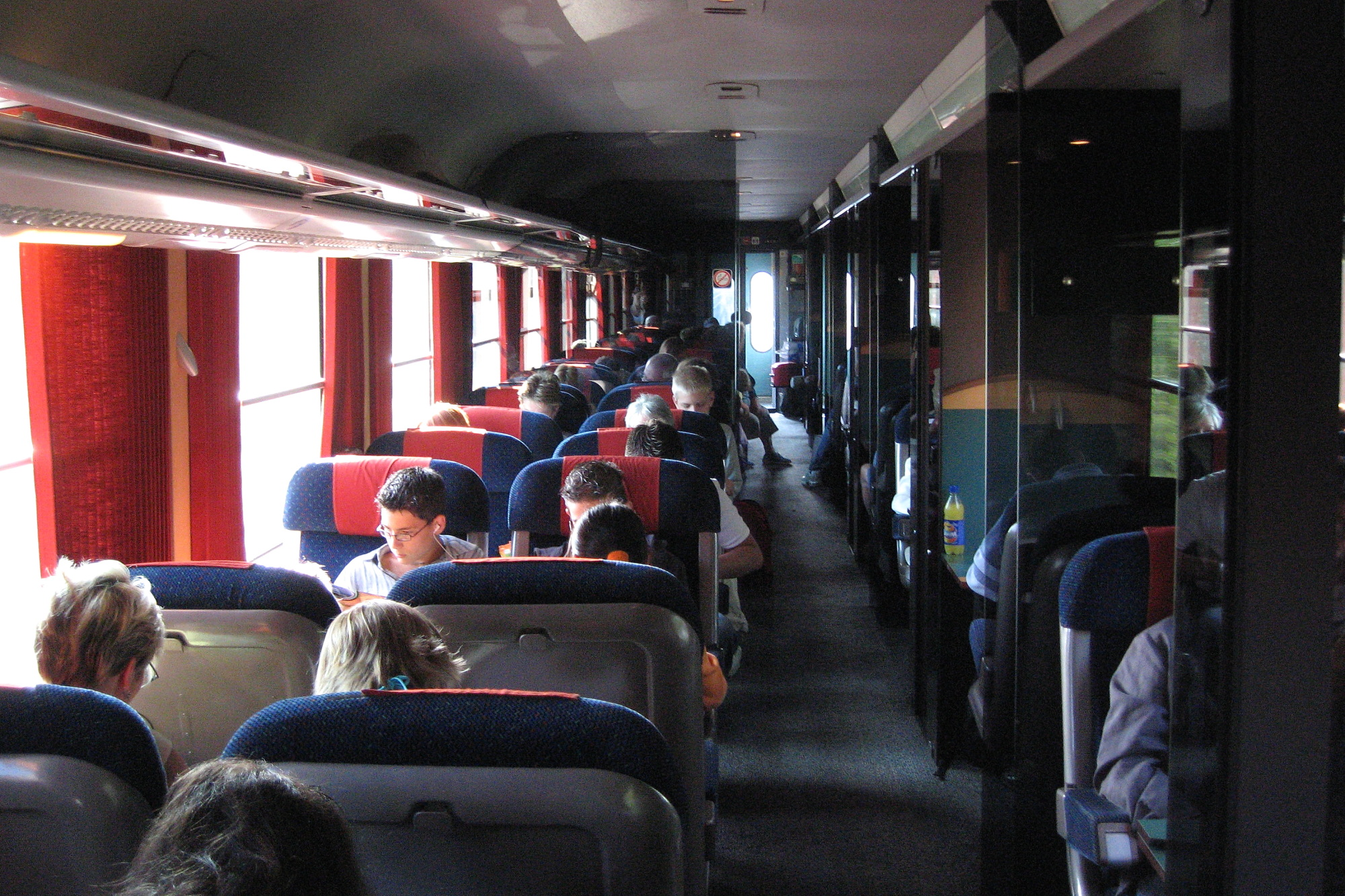
L'intérieur d'une voiture de 1re classe non rénovée de l'Interloire.

Lors de la mise en service, pour un montant de 10 millions de francs, il est prévu que dix voitures Corail des plus récentes (programme VTU82, à portes louvoyantes coulissantes) soient transformées et modernisées pour ce service spécifique. Outre l'aménagement intérieur et la livrée, ces voitures reçoivent un équipement leur permettant de rouler à 200 km/h dans des compositions de trains de moins de 6 voitures. Elles se distinguent des autres voitures V200 du parc SNCF par une annotation « 200+ » au lieu de « 200 » sur le cartouche se trouvant sur leurs jupes. Cette modernisation n'étant cependant pas terminée à temps, les premières semaines virent des trains Interloire entièrement composées de voitures Corail standard. Pour les renforts du week-end, dès l'origine du service, deux voitures Corail non modernisées mais aptes à rouler à 200 km/h dans des compositions courtes (200+) étaient incorporées à l'une des deux rames.
Le parc est affecté au dépôt de Nantes et est composé de la façon suivante :
- 3 voitures de première classe (A8tu) de 47 places fumeur et non fumeur (possédant des prises de courant[26])
- 3 voitures de seconde classe (B9 1/2tux) de 78 places entièrement fumeur avec espace bar (tablettes et tabourets)
- 4 voitures de seconde classe (B9 1/2tux) de 78 places entièrement non fumeur (avec espace téléphone)
- 1 voiture Corail B11tu de 88 places entièrement non fumeur
- 1 voiture Corail B11tu de 88 places moitié fumeur, moitié non fumeur

Pour les besoins du service, deux rames Interloire sont en circulation simultanément : l'une part de Nantes quand l'autre part d'Orléans. La composition de base de chaque rame (du lundi midi au vendredi midi) étant alors la suivante :
- 1 A8tu
- 1 B9 1/2tux fumeur
- 2 B9 1/2tux non fumeur

Le week-end (sauf en juillet et août), l'une des deux rames recevait en plus la 3e voiture B9 1/2tux fumeur (formant une rame de 5 voitures) quand l'autre recevait les deux voitures Corail standards (formant une rame de 6 voitures).
On remarque ainsi que les quatre voitures de seconde classe non fumeur sont sollicitées en permanence, et que le week-end, il ne reste qu'une seule voiture de réserve : la troisième de première classe. Ainsi, en cas d'indisponibilité d'une voiture de seconde non fumeur, c'est l'une des deux voitures Corail qui prenait le relais, voir la troisième voiture Interloire fumeur qui se voyait marquée non-fumeur à l'aide de papiers A4 collés sur les portes d'accès intérieures et extérieures. Parfois même, c'était la voiture Interloire de première classe qui palliait le manque de disponibilité en étant déclassée, toujours grâce à des papiers collés sur les fenêtres.
Après un été à quatre voitures, les rames du week-end seront renforcées comme le reste de l'année.

##### Augmentation du parc
Cette tension sur le matériel dès l'origine et le succès rencontré par le service (20 % d'augmentation dès la première année) ont amené les Régions Centre et Pays de la Loire à financer la rénovation de trois voitures supplémentaires pour 2,5 millions de francs en 1998 (trois B9 1/2tux non fumeur). Toujours issues du parc Corail à portes louvoyantes-coulissantes, elles ont évincé les deux voitures Corail.
Le parc était alors le suivant :
- 3 voitures de première classe (A8tu) de 47 places fumeur et non fumeur
- 3 voitures de seconde classe (B9 1/2tux) de 78 places entièrement fumeur
- 7 voitures de seconde classe (B9 1/2tux) de 78 places entièrement non fumeur

La composition de base passe alors à 5 voitures (sauf en juillet et août) :
- 1 A8tu
- 1 B9 1/2tux fumeur
- 3 B9 1/2tux non fumeur

La dernière voiture B9 1/2tux non fumeur disponible du parc était utilisée en renforcement les week-ends sur l'une des deux rames. Les problèmes d'indisponibilités du matériel restaient donc criant le week-end, et l'usage de la troisième voiture fumeur ou de la voiture de première classe n'étaient pas exceptionnels. Parfois, les rames étaient raccourcies. Il était utilisé en dernier recours une voiture Corail standard du dépôt de Nantes, limitée à 160 km/h.
Le 3 juillet 2005, les TER de la Région des Pays de la Loire deviennent entièrement non fumeur. Ce sera l'occasion de simplifier le parc de voitures de l'Interloire en n'ayant plus que deux types : trois voitures de première classe et dix voitures de seconde classe. L'exploitation en devient un peu plus aisée.

##### Rénovation

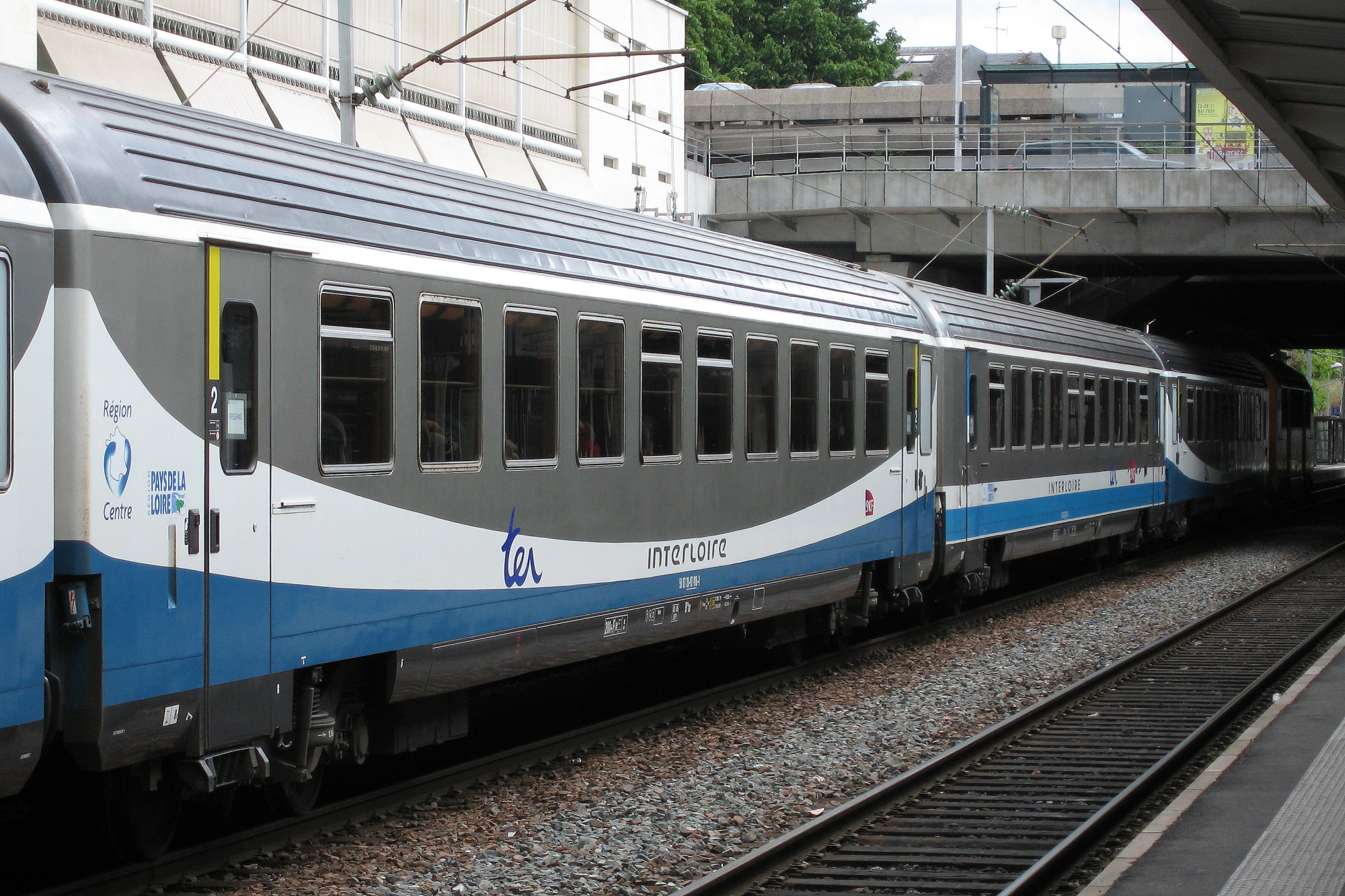
Au premier plan, à gauche : une voiture rénovée de l'Interloire; au second plan, à droite : une voiture non rénovée (donc avec la livrée d'origine datant de 1994).

Entre 2005 et 2007, les treize voitures du parc sont modernisées. Cette opération sera l'occasion d'agrandir l'espace bar des voitures ex-fumeur en pouvant y mettre un distributeur et en créant un véritable local pour l'agent commercial. Elle sera aussi et surtout l'occasion de créer un espace pouvant accueillir deux vélos dans chacune des voitures de seconde classe, ce qui manquait cruellement à l'Interloire. C'était en effet le dernier TER dans la Région des Pays de la Loire à être interdit aux vélos.
Le parc est alors réparti de la façon suivante :
- 3 voitures de première classe (A8tu) de 47 places
- 3 voitures de seconde classe (B8rtux) de 62 places avec point info, siège-bar, espace pour deux vélos
- 7 voitures de seconde classe (B10tu) de 76 places avec espace pour deux vélos

Pour pallier l'absence des voitures lors de leur rénovation, et toujours pour faire face à la surcharge chronique de ces trains, le dépôt de Nantes se voit affecter plusieurs voitures Corail standard ou Corail TER autorisées à 200 km/h (mais sans le dispositif spécial qui permet à une rame de moins de 6 voitures à rouler à cette vitesse).
La composition de base d'un train Interloire est alors la suivante :
- 1 A8tu
- 1 B8rtux
- 3 B10tu

Le week-end, une rame reçoit une 6e voiture et l'autre une 6e et une 7e voiture, possible grâce aux voitures Corail standard ou TER autorisées à 200 km/h. La composition du week-end étant d'au moins 6 voitures, l'intégration d'une voiture « 200 » et non « 200+ » n'est plus un problème pour maintenir la possibilité de rouler à 200 km/h.
En semaine, en juillet et août, la composition de base est toujours réduite à quatre voitures jusqu'en 2010.

##### Vélos

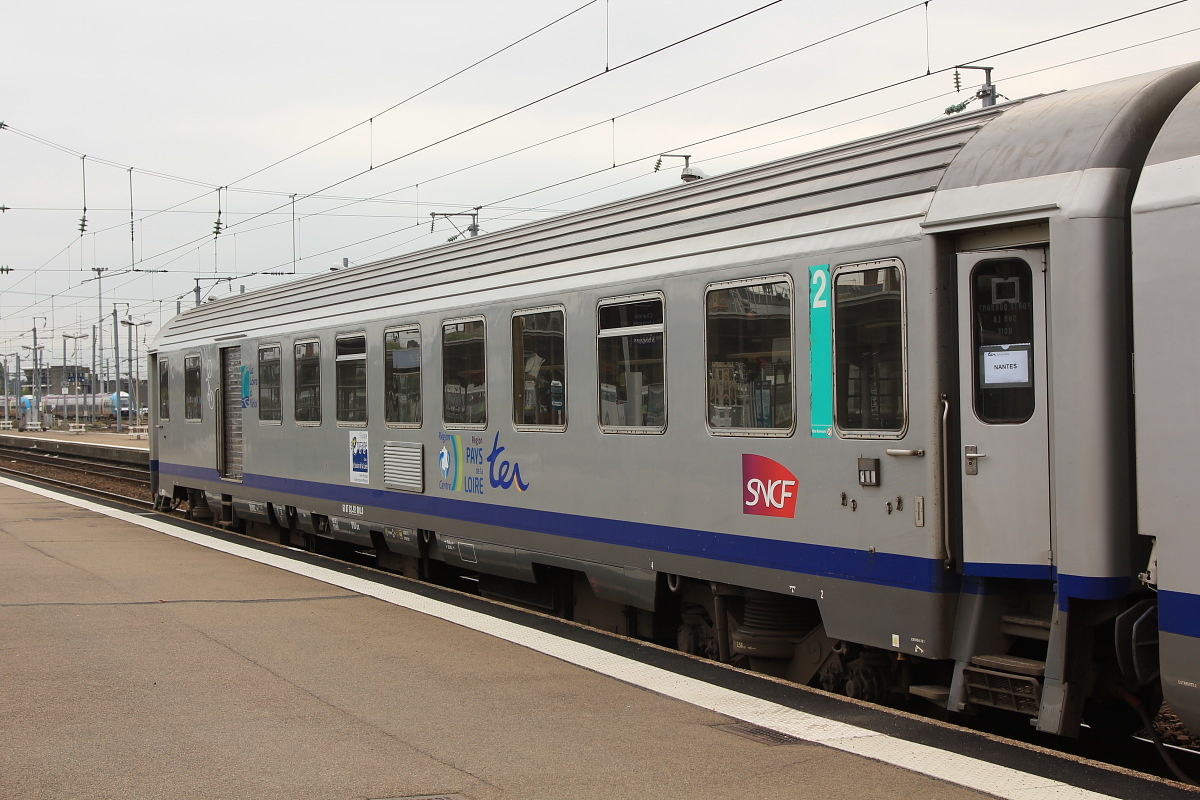
Voiture-vélo B5Dd²ux de l'Interloire vue en gare de Nantes à l'été 2011.

Le transport de vélos devient au fil des années un véritable problème qui plombe sérieusement la ponctualité des trains les week-ends et en été.

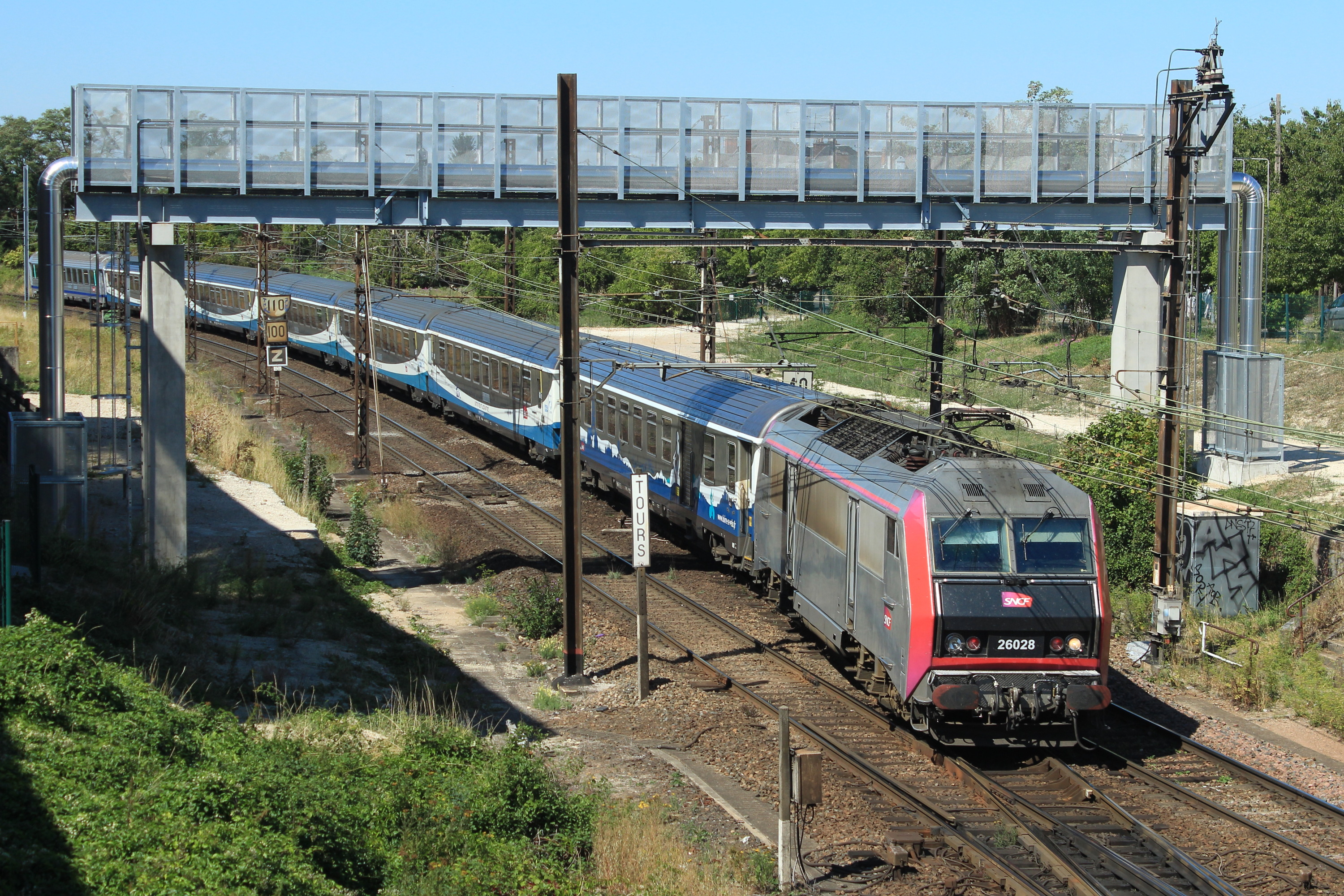
Interloire arrivant à Orléans. En tête, une voiture-vélo Dux.

À l'été 2011, quatre voitures spéciales (B5Dd²ux) comportant un fourgon sont aménagées pour recevoir 20 vélos, avec personnel pour charger et décharger les vélos (le service est payant, à réservation 48h à l'avance et est proposé sur tous les trains Interloire en juillet et août). L'expérimentation fut un succès tel (1 358 vélos transportés), qu'il est décidé en avril 2012 d'augmenter la capacité de ces quatre fourgons jusqu'à 34 ou 40 vélos,, et de rendre ce service gratuit et sans réservation pour l'été 2012.
Devant un nouveau succès, l'offre est étendue en 2013 du 15 juin au 15 septembre et transporte à cette occasion 9 650 vélos. Cette opération semble désormais devenir habituelle et se déroule en 2014 du 14 juin au 14 septembre, du 13 juin au 13 septembre en 2015, du 11 juin au 11 septembre en 2016 (près de 11 000 vélos transportés), du 10 juin au 27 août en 2017 (10 000 vélos transportés avec un subvention de près de 210 millions d'euros financés à part également par les régions Centre-Val de Loire et Pays de la Loire) et du 9 juin au 30 septembre 2018 (13 000 vélos transportés).
Les voitures réaménagées n'accueillent plus que des vélos (Dux) : elles ne possèdent plus aucune place pour les voyageurs (il reste deux compartiments pour le personnel). Techniquement, ces voitures étant estampillées « 200 » et non « 200+ », la composition de l'Interloire est désormais systématiquement d'au moins six voitures tous les étés, même pour les jours de semaines les plus creux (mardi, mercredi et jeudi) afin de permettre au train de toujours pouvoir rouler jusqu'à 200 km/h. Les voitures B5Dd²ux non encore transformées pour l'été 2012 et moins capacitaires ont servi de réserve aux deux voitures Dux déjà transformées.
En 2018, lorsque les voitures Corail ont été amenées à être intégralement remplacées par du matériel neuf (Regio 2N décrit dans le chapitre précédent), une solution a dû être trouvée pour pérenniser le service malgré l'usage d'automotrices dépourvues de fourgon ou d'espace suffisamment volumineux pour accueillir le service. Une salle entière de 5 automotrices est alors transformée pour accueillir 17 places de vélos avec aide à l'embarquement, sans compter les places en livre service tout le long de la rame, en plus grand nombre. En 2022, il faut seulement 48 heures pour réaliser cette transformation pour une rame, et l'opération est étendue aux ponts de mai.

#### Z TER
En 2012, le remplacement des rames tractées est envisagé grâce à l'acquisition par la région des Pays de la Loire de 13 rames Bombardier Regio 2N de 501 places (dont 76 strapontins) et 9 emplacements pour vélos, livrées à partir de septembre 2017 et pouvant circuler à 200 km/h, comme les rames actuelles,,, une partie de cette commande servant à assurer les trains Interloire. Finalement, à partir du 28 août 2017, les rames Z 21500 remplacent les rames tractées, jusqu'à l'arrivée des Regio 2N, le 9 juin 2018,.

## Fréquentation
En 2000, l'Interloire est utilisé par 13 500 voyageurs par semaine. Un tiers des voyageurs effectue un parcours à l'intérieur de la région des Pays de la Loire, un second tiers, à l'intérieur de la région Centre et le troisième tiers effectue un parcours interrégional.